# Fedótovo (Kaluga)
|  | Per a altres significats, vegeu «Fedótovo». |

Fedótovo (en rus: Федотово) és un poble de l'óblast de Kaluga, a Rússia, que en el cens del 2010 tenia 5 habitants, pertany al districte de Bórovsk.